# Haddon Mason
Haddon Mason (1898 – 1966) foi um ator de cinema britânico.

## Filmografia selecionada
- Every Mother's Son (1926)
- Dawn (1928)
- The Triumph of the Scarlet Pimpernel (1928)
- The Lady of the Lake (1928)
- The Woman in White (1929)
- A Peep Behind the Scenes (1929)
- Painted Pictures (1930)
- London Melody (1930)
- French Leave (1930)
- Inquest (1931)
- The Shadow Between (1931)
- Castle Sinister (1932)
- The Village Squire (1935)
- Contraband (1940)